# Roland Gäbler
Roland Gäbler (Bremen, 9 de octubre de 1964) es un deportista alemán que compitió en vela en las clases Laser y Tornado. 
Participó en cinco Juegos Olímpicos de Verano, entre los años 1988 y 2004, obteniendo una medalla de bronce en Sídney 2000, en la clase Tornado (junto con René Schwall), y el séptimo lugar en Atlanta 1996, en la misma clase.
Ganó once medallas en el Campeonato Mundial de Tornado entre los años 1996 y 2015, y quince medallas en el Campeonato Europeo de Tornado entre los años 1989 y 2015. También obtuvo dos medallas en el Campeonato Europeo de Laser entre los años 1984 y 1985.

## Palmarés internacional
| Campeonato Europeo | Campeonato Europeo       | Campeonato Europeo | Campeonato Europeo |
| Año                | Lugar                    | Medalla            | Clase              |
| ------------------ | ------------------------ | ------------------ | ------------------ |
| 1984               | Medemblik (Países Bajos) | Medalla de plata   | Laser              |
| 1985               | Cascaes (Portugal)       | Medalla de oro     | Laser              |

| Juegos Olímpicos   | Juegos Olímpicos                   | Juegos Olímpicos  | Juegos Olímpicos |
| Año                | Lugar                              | Medalla           | Clase            |
| ------------------ | ---------------------------------- | ----------------- | ---------------- |
| 2000               | Sídney (Australia)                 | Medalla de bronce | Tornado          |
| Campeonato Mundial |                                    |                   |                  |
| Año                | Lugar                              | Medalla           | Clase            |
| 1996               | Brisbane (Australia)               | Medalla de oro    | Tornado          |
| 1997               | Hamilton (Bermudas)                | Medalla de oro    | Tornado          |
| 1998               | Búzios (Brasil)                    | Medalla de plata  | Tornado          |
| 1999               | Vallensbæk (Dinamarca)             | Medalla de bronce | Tornado          |
| 2000               | Sídney (Australia)                 | Medalla de oro    | Tornado          |
| 2010               | Travemünde (Alemania)              | Medalla de oro    | Tornado          |
| 2011               | Ipsach (Suiza)                     | Medalla de oro    | Tornado          |
| 2012               | Torbole (Italia)                   | Medalla de plata  | Tornado          |
| 2013               | Santa Eulalia (España)             | Medalla de plata  | Tornado          |
| 2014               | Perth (Australia)                  | Medalla de bronce | Tornado          |
| 2015               | Carnac (Francia)                   | Medalla de plata  | Tornado          |
| Campeonato Europeo |                                    |                   |                  |
| Año                | Lugar                              | Medalla           | Clase            |
| 1989               | Travemünde (RFA)                   | Medalla de bronce | Tornado          |
| 1991               | Carantec (Francia)                 | Medalla de oro    | Tornado          |
| 1992               | Chipiona (España)                  | Medalla de plata  | Tornado          |
| 1993               | Helsinki (Finlandia)               | Medalla de oro    | Tornado          |
| 1994               | Cagliari (Italia)                  | Medalla de oro    | Tornado          |
| 1995               | Kiel (Alemania)                    | Medalla de oro    | Tornado          |
| 1998               | Porto Carras (Grecia)              | Medalla de oro    | Tornado          |
| 1999               | Puerto de Pollensa (España)        | Medalla de oro    | Tornado          |
| 2000               | Allassio (Italia)                  | Medalla de oro    | Tornado          |
| 2010               | Torbole (Italia)                   | Medalla de plata  | Tornado          |
| 2011               | Dervio (Italia)                    | Medalla de plata  | Tornado          |
| 2012               | Warder (Países Bajos)              | Medalla de bronce | Tornado          |
| 2013               | Fußach (Austria)                   | Medalla de oro    | Tornado          |
| 2014               | Travemünde (Alemania)              | Medalla de plata  | Tornado          |
| 2015               | Černá v Pošumaví (República Checa) | Medalla de oro    | Tornado          |